# Banyutus idoneus
Banyutus idoneus är en insektsart som först beskrevs av Banks 1911.  Banyutus idoneus ingår i släktet Banyutus och familjen myrlejonsländor. Inga underarter finns listade i Catalogue of Life.